# Mason Hale
Mason Ellsworth Hale Jr. (* 23. September 1928 bei Winsted, Connecticut; † 23. April 1990 in Arlington, Virginia) war ein US-amerikanischer Botaniker, der sich auf Flechten spezialisierte (Lichenologie). Sein offizielles botanisches Autorenkürzel lautet „Hale“.
Hale wuchs auf einer Farm auf und wollte zuerst an der Yale University Sprachen studieren, wandte sich dann aber unter dem Einfluss von Alexander W. Evans (1868–1959) der Botanik und speziell Flechten zu. 1953 wurde er an der University of Wisconsin bei John W. Thomson mit einer Dissertation über Ökologie von Flechten in Wisconsin promoviert. Danach lehrte er bis 1955 an der University of Wichita und danach an der West Virginia University, bevor er 1957 zur Smithsonian Institution ging. Er wurde dort Kurator und stand 1968/69 der Abteilung Botanik vor.
Er machte die Flechten-Sammlung am Smithsonian zu einer der größten der Welt, wobei er selbst über 80.000 Exemplare weltweit sammelte, darunter auch von 1980 bis 1985 in der Antarktis.
Er benutzte chemische Methoden um die Verwandtschaftsverhältnisse von Flechten aufzuklären und legte eine Bibliothek von Elektronenmikroskop-Aufnahmen von Flechten an. Neben Systematik (er war insbesondere ein Experte für Parmelia) studierte er auch die Physiologie von Flechten, wie die Ernährung der in den Flechten symbiotisch lebenden Pilze, und zum Beispiel deren Wachstum, indem er sie an derselben Stelle über 20 Jahre photographisch aufnahm und ihr Wachstum mit dem gemessenen Mikroklima korrelierte. Er arbeitete häufig mit dem befreundeten Flechtenforscher William Culberson (1929–2003) zusammen, zum Beispiel in einer North American Lichen Checklist (1956).
Er schrieb mehrere Standardwerke über Flechten: eine Einführung in die Biologie der Flechten und ein Bestimmungsbuch nordamerikanischer Flechten.
Hale war ab 1961 aktiv im Washington Biologists Field Club.

## Schriften
- Biology of Lichens, E. Arnold 1967, 1983
- How to Know the Lichens, Dubuque, Iowa: Brown 1969, 1979
- Growth, in Vernon Ahmadijian (Hrsg.), The Lichens, Elsevier 1973
- mit Marietta Cole: The Lichens of California, University of California Press 1988
- Lichen Handbook: A Guide to the Lichens of Eastern North America, Smithsonian 1968